# 黄烷酮

黄烷酮（flavanone）的分子结构。其属于一种黄酮类化合物，图示其位标。

黄烷酮（flavanone）又称二氢黄酮，是黄烷的4位为酮基的黄酮类化合物。
黄烷酮类（flavanones）是黄酮类化合物中的一类，属于芳香酮，通常为无色，以糖苷形式存在于植物中。
常见的黄烷酮苷类有：
- 柚皮苷
- 新橙皮苷

## 代谢
黄烷酮可由查耳酮异构酶催化查耳酮样化合物合成。黄烷酮-4-还原酶可将 (2S)-黄烷-4-醇 和 NADP+转化为 (2S)-黄烷酮、NADPH和 H+。此外，还有很多途径可以对映选择性地生成黄烷酮及相关化合物。